# Деэрен, Пьер Поль
Пьер Поль Деэрен (фр. Pierre-Paul Dehérain; 19 апреля 1830, I округ Парижа или Париж — 7 декабря 1902, VIII округ Парижа или Париж) — французский физиолог растений, агроном

, агрохимик и редактор журнала «Annales agronomiques»; научный руководитель лауреата Нобелевской премии Анри Муассана. Член Французской академии наук.

## Биография
Пьер-Поль Деэрен родился 19 апреля 1830 года в I округе города Парижа.
Работал в родном городе ассистентом в Национальной консерватории искусств и ремесел, затем в возрасте 26 лет стал профессором в Лицее Шапталя. В 1856 году Деэрен получил степень доктора наук под руководством французского химика Эдмона Фреми. Позже он преподавал агрохимию в сельскохозяйственной школе в Гриньоне, а в 1880 году стал профессором физиологии растений в Музей естественной истории в Париже. 
Одновременно с основной деятельностью, Деэрен редактировал журнал «Annales agronomiques».
В 1887 году Пьер-Поль Деэрен был избран в члены Французской академии наук.
Известен главным образом своими работами по разложению органического вещества в почве при разных условиях; Деэрен установил факт потерь азота при анаэробном разложении органических веществ (подробнее см. ст. Денитрификация). 
Как физиолог растений, Деэрен также изучал поглощение углекислого газа растениями и влияние искусственного света, особенно ультрафиолетовых лучей, на растения и исследовал влияние севооборота на качество почвы.
Пьер Поль Деэрен скончался 7 декабря 1902 года в VIII округе французской столицы и был погребён на кладбище Пер-Лашез.
Заслуги Деэрена перед отечеством были отмечены орденом Почётного легиона.
В честь учёного был назван род растений Deherainia.